# Асська мова
Асська мова (англ. Asa language) — африканська мова нілотського племені асів в Танзанії. Належить до південної кушитської групи афразійських мов. Поширена в Танзанії, в регіоні Маньяра, в Масайському степу, в селах Ланденай, Ндову Окуту, Лолбені, а також районах Лемелебо, Ландробо і Найтомані. Не має системи письма. Мова, якій загрожує зникнення внаслідок асиміляції; станом на 1999 рік нараховувала всього 350 мовців. Наприкінці ХХ століття більшість носіїв мови називали себе масаями, соромлячись власного походження і мови; вони перейшли на масайську або на мову суахілі.

## Назви
- Асська мова, або Аса, Асса (англ. Asá language, англ. Assa language)[1]
- Аасаксська мова, або Аасакс (англ. Aasáx language)[1]
- Ааська мова, або Ааса (англ. Aasá language)[1]
- Араманіцька мова, або Араманік (англ. Aramanik language)[1]
- Асацька мова, або Асак (англ. Asak language)[1]
- Асахська мова, або Асах (англ. Asax language)[1]
- Доробоська мова, або Доробо (англ. Dorobo) — зневажлива назва[1]
- Ндоробоська мова, або Ндоробо (англ. Ndorobo) — так само[1].

## Класифікація
Згідно з Ethnologue.
1. Афразійські мови
  1. Кушитські мови
    1. Південнокушитські мови
      1. Асська мова